# Saprosites fastus
Saprosites fastus är en skalbaggsart som beskrevs av Rudolph Petrovitz 1965. Saprosites fastus ingår i släktet Saprosites och familjen Aphodiidae. Inga underarter finns listade i Catalogue of Life.